# Rude (Dania)
Rude – miasto w Danii, w regionie Zelandia, w gminie Slagelse.